# Xylocopa volatilis
Xylocopa volatilis är en biart som beskrevs av Smith 1861. Xylocopa volatilis ingår i släktet snickarbin, och familjen långtungebin. Inga underarter finns listade i Catalogue of Life.